# 紀元前51年
紀元前51年（きげんぜん51ねん）は、ローマ暦の年である。

## 他の紀年法
- 干支 : 庚午
- 日本
  - 崇神天皇47年
  - 皇紀610年
- 中国
  - 前漢 : 甘露3年
- 朝鮮
  - 新羅 : 赫居世7年
  - 檀紀2283年
- 仏滅紀元 : 493年
- ユダヤ暦 : 3710年 - 3711年

## できごと

### ローマ
- 執政官 - マルクス・クラウディウス・マルケッルスとセルウィウス・スルピキウス・ルフス
- グナエウス・ポンペイウスは、ガイウス・ユリウス・カエサルが執政官の同意を得る前の命令を撤回するように求めた。

### エジプト
- 春 - プトレマイオス12世が死去し、クレオパトラ7世とプトレマイオス13世が後を継ぎ、共同統治を始めた。

### アジア
- フン族が2つに分断され、東の一族は中国に支配された。

## 誕生
- 成帝、前漢の第11代皇帝（+ 紀元前7年）

## 死去
- プトレマイオス12世、プトレマイオス朝のファラオ（* 紀元前117年）
- ポセイドニオス、ギリシアの哲学者、天文学者、地理学者（* 紀元前135年頃）